# Suravaram Sudhakar Reddy
Suravaram Sudhakar Reddy (ur. 25 marca 1942 w Kondravpally w Mahbubnagar) – sekretarz generalny Komunistycznej Partii Indii (2012-2019).

## Życiorys
W 1967 ukończył studia prawnicze na Osmania University w Hajdarabadzie. Z ruchem komunistycznym związał się w 1960, gdy wstąpił do młodzieżówki Komunistycznej Partii Indii (w 1966 został jej sekretarzem generalnym), później prowadził działalność w stanie Andhra Pradesh. W 1985, 1990 i 1994 startował bez powodzenia do Zgromadzenia Ustawodawczego Andhra Pradesh, a w 1998 został wybrany do Lok Sabhy (niższej izby indyjskiego parlamentu); w 2004 uzyskał reelekcję, jednak po wyborach z 2009 utracił mandat. W 2007 został zastępcą sekretarza generalnego, a w marcu 2012 sekretarzem generalnym KPI. Funkcję piastował do 2019.